# 한글문화원
한글문화원은 한글 타자기를 발명한 공병우가 1990년대에 미국에서 돌아와 서울특별시 종로구 돈화문 (비원 앞) 공안과 빌딩 안에 만든 문화 단체이다. 한글 글자판 연구와 세벌식 자판 연구 보급, 한글 기계화 계몽 운동, 자판 통일 운동에 힘을 쏟는다.

## 재설립
1995년 3월 7일에 공병우가 사망한 뒤 2003년 10월에 공병우의 제자들에 의해 다시 설립하였다.